# Ewa Talik
Ewa Krystyna Talik (ur. 13 marca 1953 w Ostrowie Wielkopolskim, zm. 25 marca 2025) – polska fizyk, profesor nauk fizycznych.

## Życiorys
W 1977 r. ukończyła studia fizyczne na Uniwersytecie Śląskim w Katowicach, tam w 1982 r. obroniła pracę doktorską napisaną pod kierunkiem Augusta Chełkowskiego, w 1996 r. otrzymała stopień doktora habilitowanego za pracę pt. Otrzymywanie i własności związków międzymetalicznych R3T (R=pierwiastek ziem rzadkich, T=metal przejściowy 3d, 4d, 5d). W 2003 r. uzyskała tytuł profesora nauk fizycznych.
W latach 1981-1990 była pracownikiem naukowo-technicznym Uniwersytetu Śląskiego w Katowicach, w 1990 została tam zatrudniona na stanowisku adiunkta, w 1998 na stanowisku profesora. 
Była jednym z założycieli powstałego w 1991 Polskiego Towarzystwa Wzrostu Kryształów im. prof. Jana Czochralskiego, w latach 2007-2010 jego prezesem-elektem, w latach 2010-2013 prezesem
Była członkiem Komitetu Krystalografii PAN.